# Tainan-Zentrum-Westbezirk
Tainan-Zentrum-Westbezirk (chinesisch 臺南市中西區, Pinyin Táinán shì Zhōngxī qū, taiwanisch: Tâi-lâm-chhī Tiong-se-khu) ist ein Bezirk der regierungsunmittelbaren Stadt Tainan in der Republik China (Taiwan). Der Ort bildete vom 17. bis zum Ende des 19. Jahrhunderts das politische und kulturelle Zentrum Taiwans.

## Name
Der heutige Bezirk ist aus der Zusammenlegung der früheren Verwaltungseinheiten Tainan-Zentrum (臺南市中區 Tainan shi Zhongqu) und Tainan-West (臺南市西區 Tainan shi Xiqu) hervorgegangen. Der Bezirksname, 臺南市中西區 (Tainan shi Zhongxiqu), bedeutet „Tainan-Zentrum-Westbezirk“. In der englischen Bezeichnung des Bezirks ist die Reihenfolge andersherum: Tainan West Central District, „Tainan-West-Zentrumbezirk“.

## Lage und Beschreibung

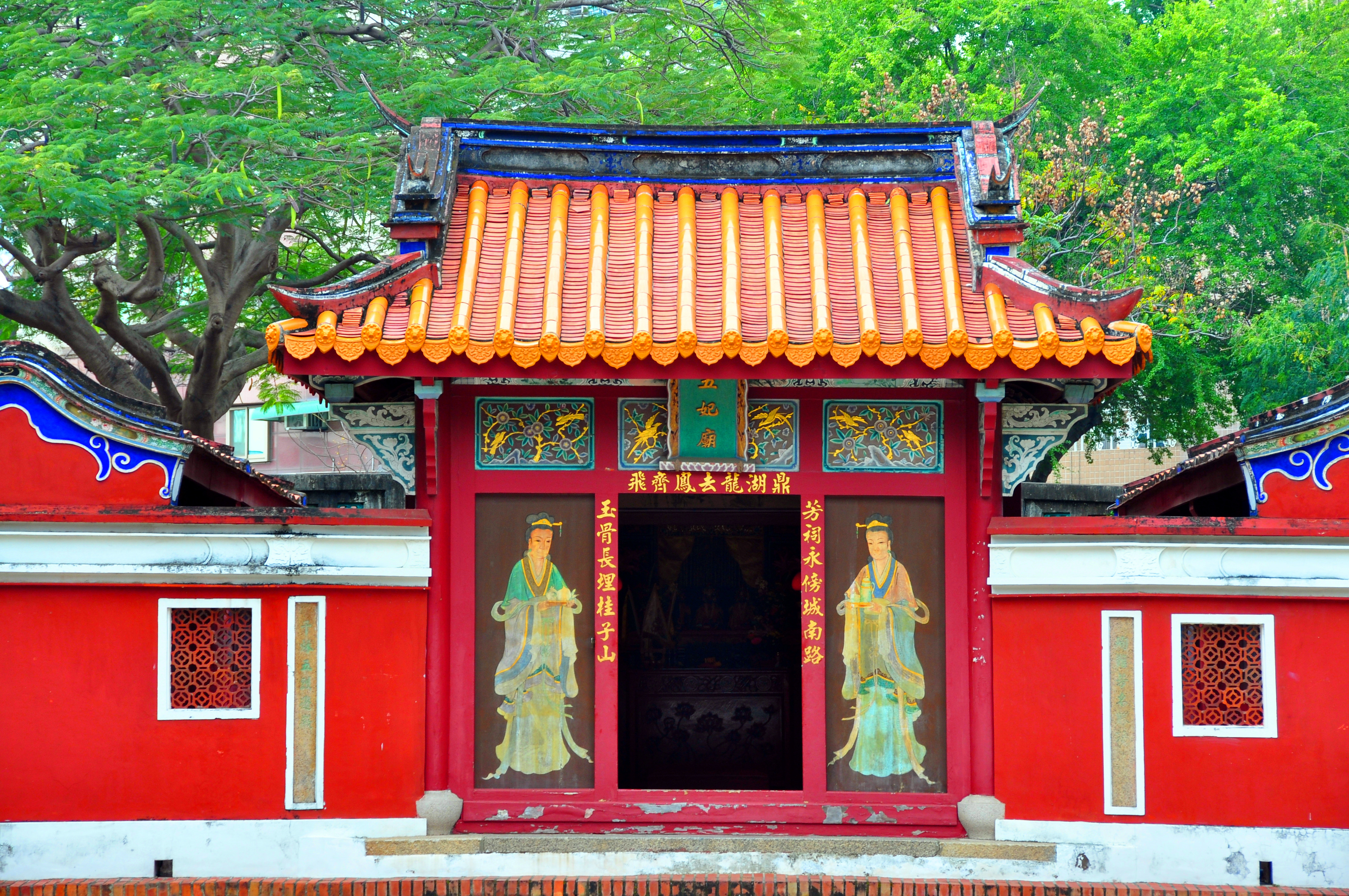
Im Fünf-Konkubinen-Tempel

Zentrum-West liegt im Südwesten der heutigen Stadt Tainan. Sein Name bezieht sich auf seine Lage in der ursprünglichen Kernstadt vor deren Vereinigung mit dem Landkreis Tainan im Jahr 2010. Mit 6,26 km² ist er der kleinste Bezirk der Stadt. Seine Nachbarn sind Tainan-Nord im Norden, Tainan-Ost im Osten, Tainan-Süd im Süden sowie Anping und Annan im Westen.
In Zentrum-West befindet sich die Nationaluniversität Tainan NUTN (國立臺南大學 Guoli Tainan Daxue).

## Geschichte

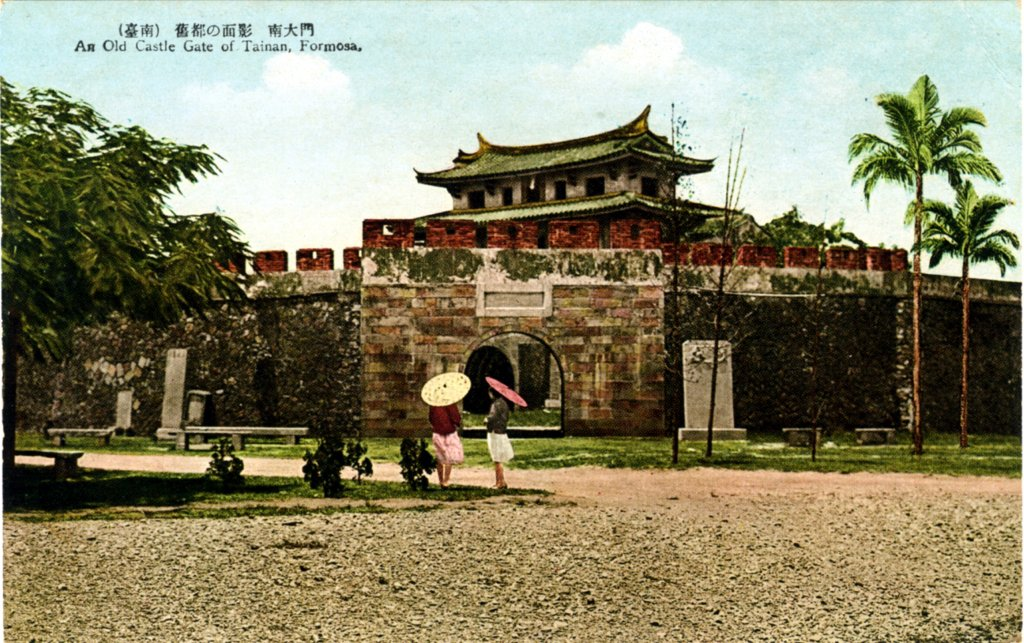
Das Große Südtor auf einer Postkarte von 1930

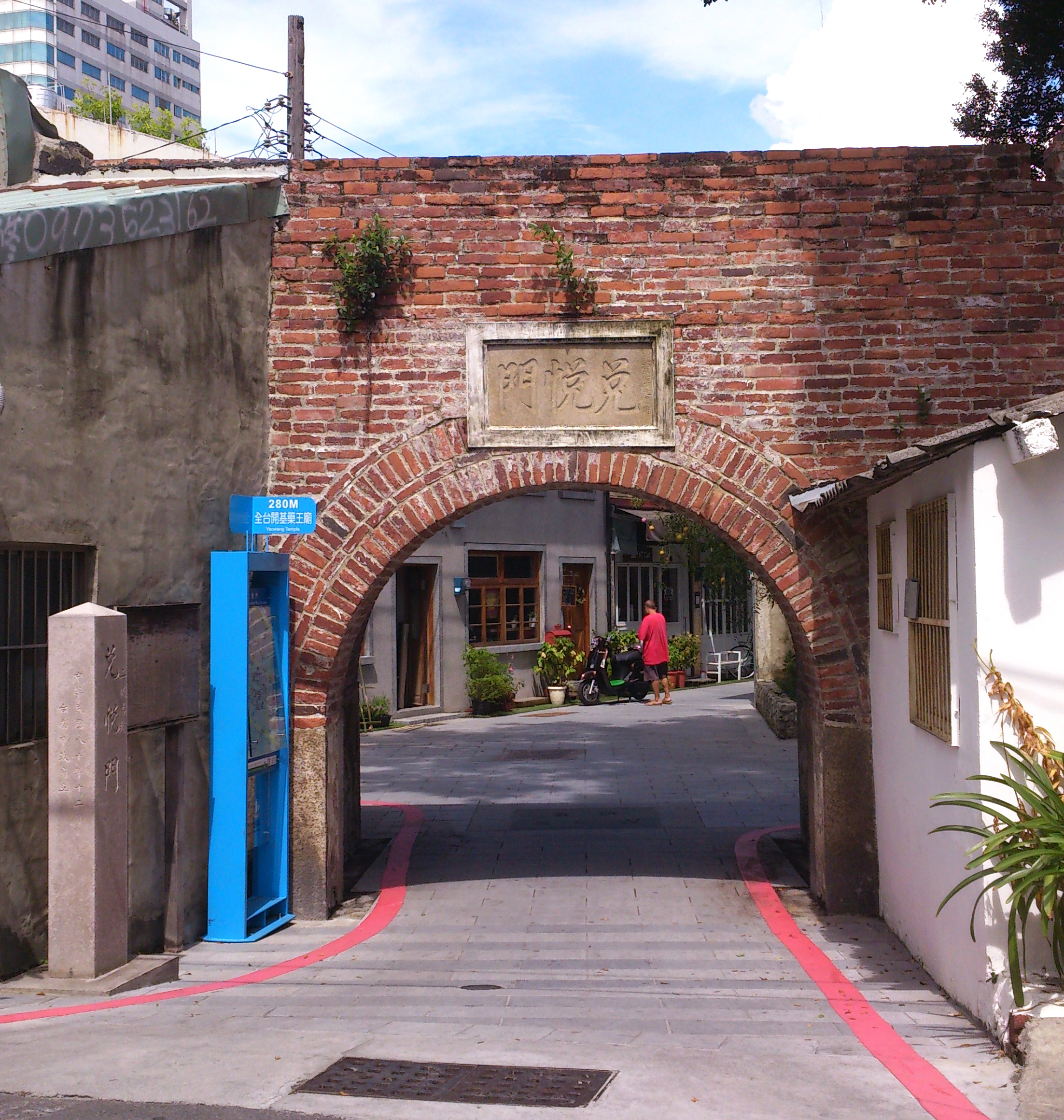
Das Duiyue-Tor von 1835

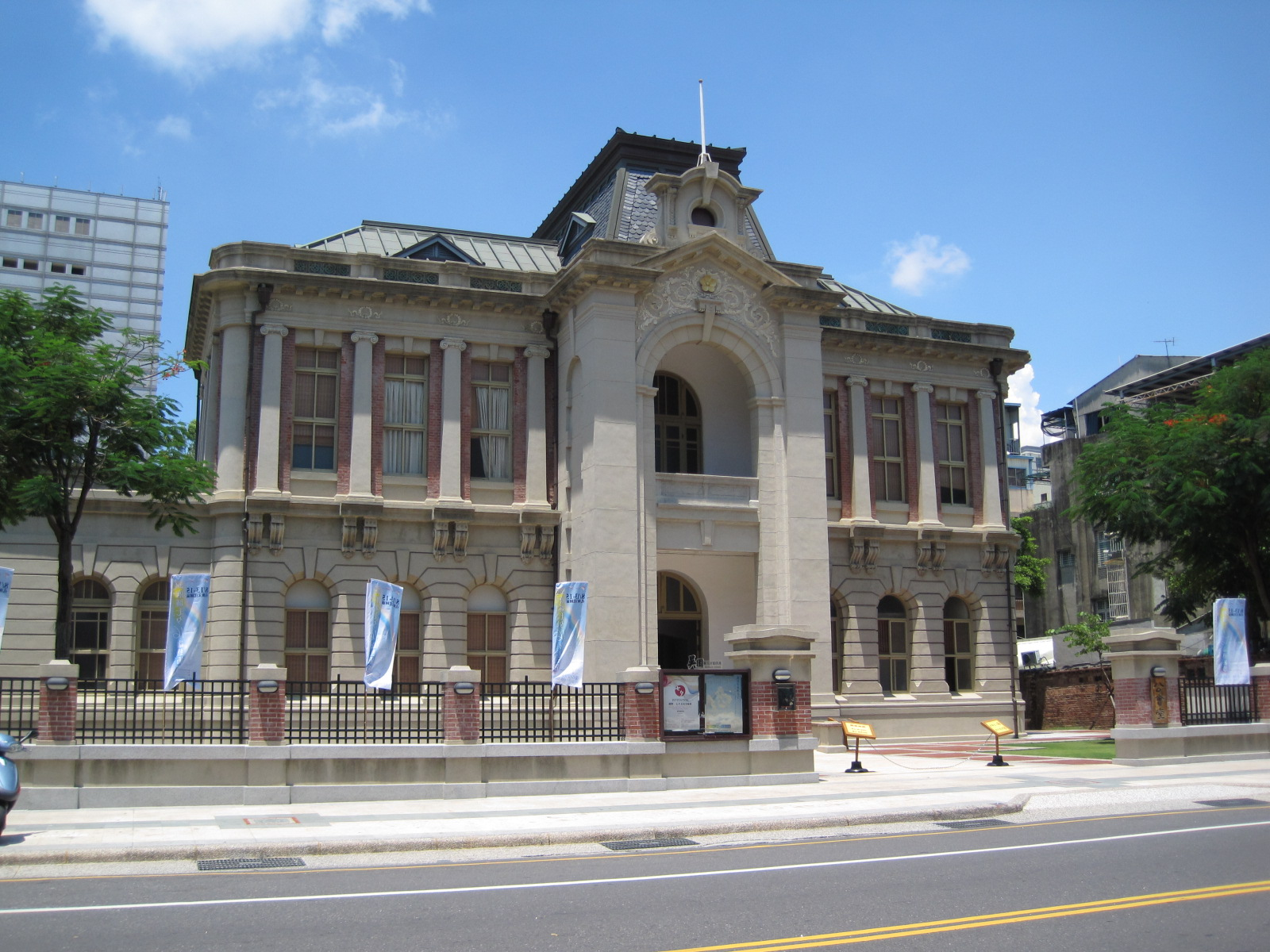
Die ehemalige Bürgerversammlungshalle von 1911

Das Gebiet des heutigen Tainan war ursprünglich von taiwanischen Ureinwohnern von den Völkern der Siraya und Taivoan bewohnt. Im Jahr 1624 errichtete die Niederländische Ostindien-Kompanie das Fort Zeelandia in Anping und 1653 das Fort Provintia im heutigen Zentrum-Westbezirk, von wo aus sie weite Teile Südtaiwans kontrollierte. Nach einer von 1661 bis 1662 dauernden Belagerung vertrieb Zheng Chenggong die Niederländer und errichtete das Königreich Tungning mit der Hauptstadt Tainan, die zu jener Zeit im Wesentlichen das Gebiet des heutigen Zentrum-Westbezirks umfasste. In dieser Zeit begannen chinesische Siedler in größerer Zahl nach Taiwan einzuwandern.
Nach der Eingliederung Taiwans in das Chinesische Kaiserreich 1683 blieb Tainan, damals Taiwanfu (台灣府) Hauptstadt, bis es 1887 von Taipeh abgelöst wurde. Zur Zeit der japanischen Herrschaft über Taiwan war Tainan die Hauptstadt der Präfektur Tainan (臺南州), mit Regierungssitz im heutigen Zentrum-Westbezirk. Nach der Übernahme Taiwans durch die Republik China wurden einige Ortsteile der Stadt Tainan zu den Bezirken Tainan-Zentrum und Tainan-West zusammengefasst. Am 1. Januar 2004 wurden die beiden Verwaltungseinheiten zum neuen Bezirk Tainan-Zentrum-West vereint.

## Verkehr und Wirtschaft

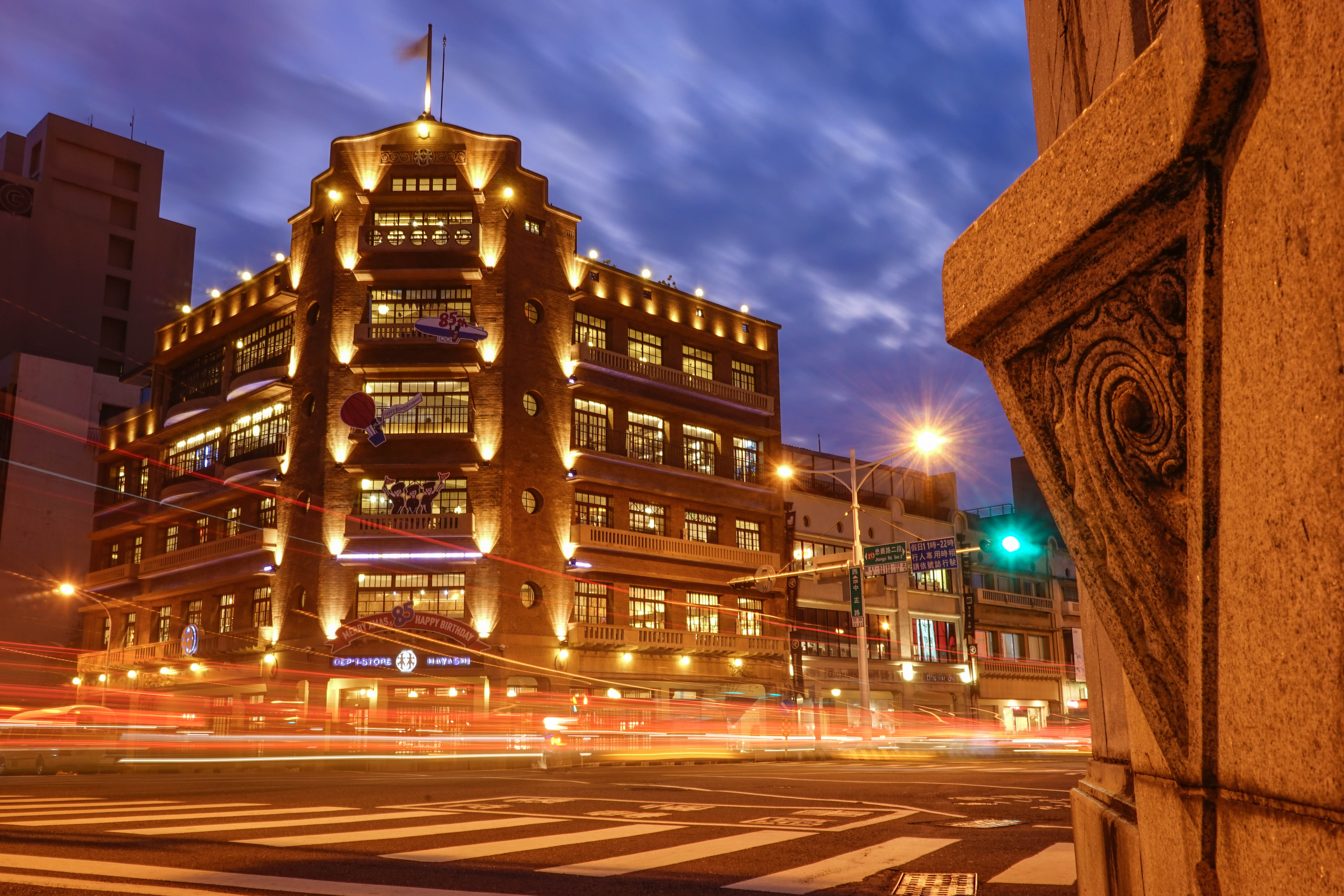
Das Hayashi-Kaufhaus

Zentrum-West wird von Nord nach Süd durch die Provinzstraßen 17 und 17A (17甲) durchquert. Außerdem endet hier die Provinzstraße 20, die die Kernstadt mit dem Osten Tainans verbindet. Im Süden führt die Stadtstraße 182 von West nach Ost durch den Bezirk. Der Bahnhof Tainan der Taiwanischen Eisenbahn liegt in unmittelbarer Nähe im Nachbarbezirk Tainan-Ost. Der Öffentliche Nahverkehr besteht aus Buslinien.
Dank seiner Fülle historischer Stätten ist der Zentrum-Westbezirk ein Tourismusmagnet. Zahlreiche Restaurants und Imbisse laden Besucher zum Verweilen ein. Daneben gibt es viele traditionelle Geschäfte und Nachtmärkte, aber auch moderne Einkaufsmöglichkeiten wie das Hayashi-Kaufhaus (林百貨 Lin Baihuo) oder das Shin Kong Mitsukoshi Kaufhaus (新光三越百貨 Xinguang Sanyue Baihuo).

## Kultur und Sehenswürdigkeiten

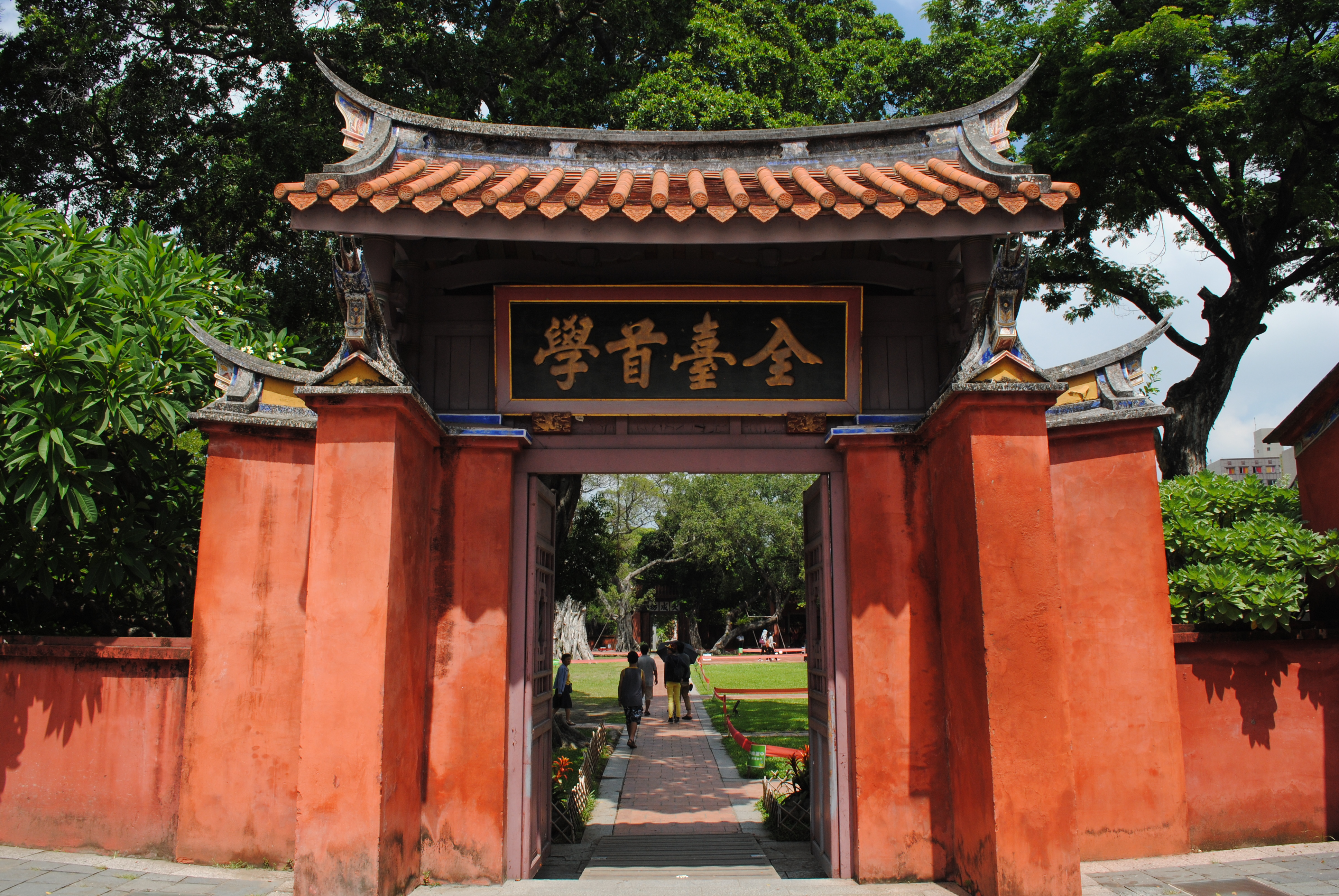
Eingang zum Konfuzius-Tempel

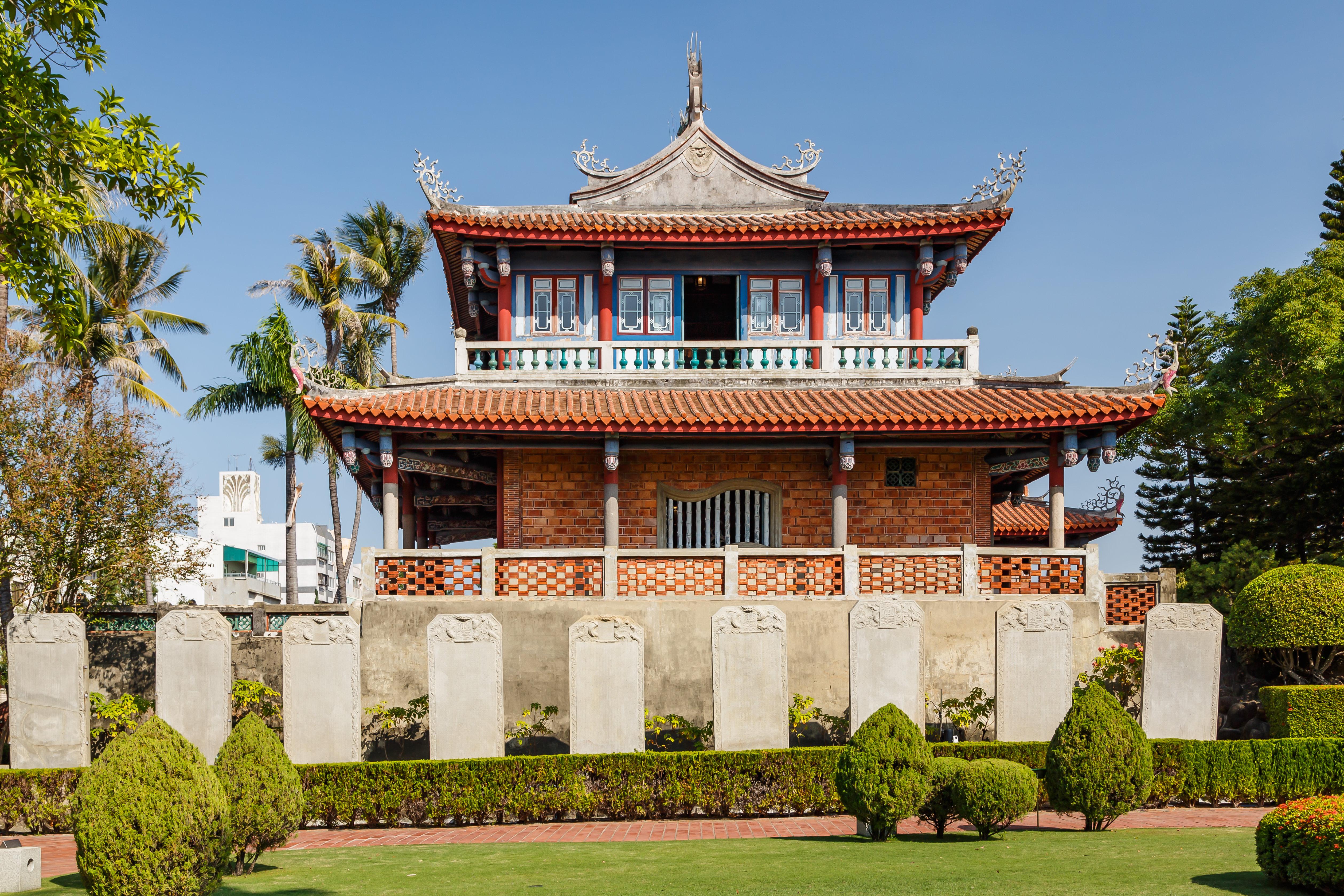
Fort Provintia

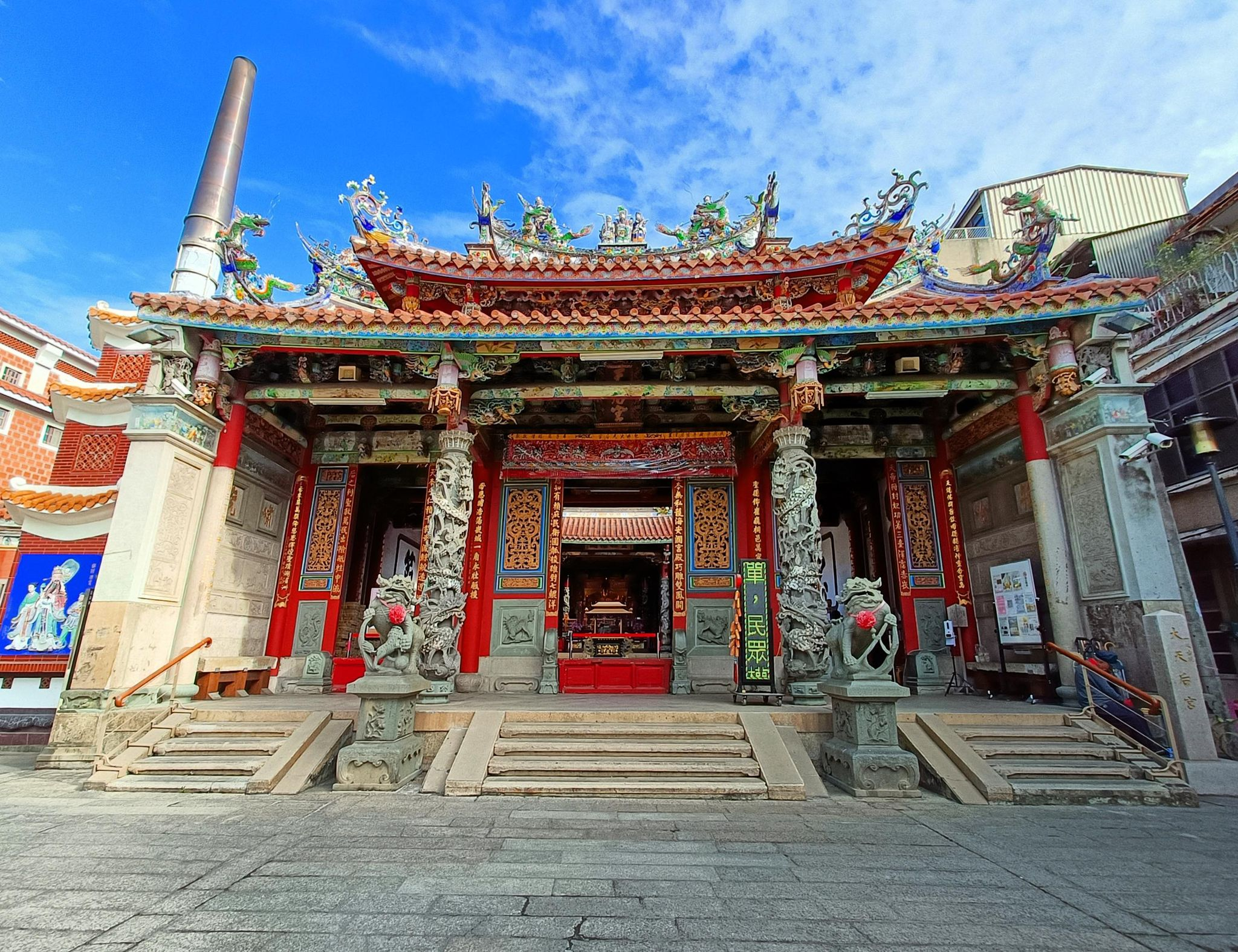
Der Große Tianhou-Tempel

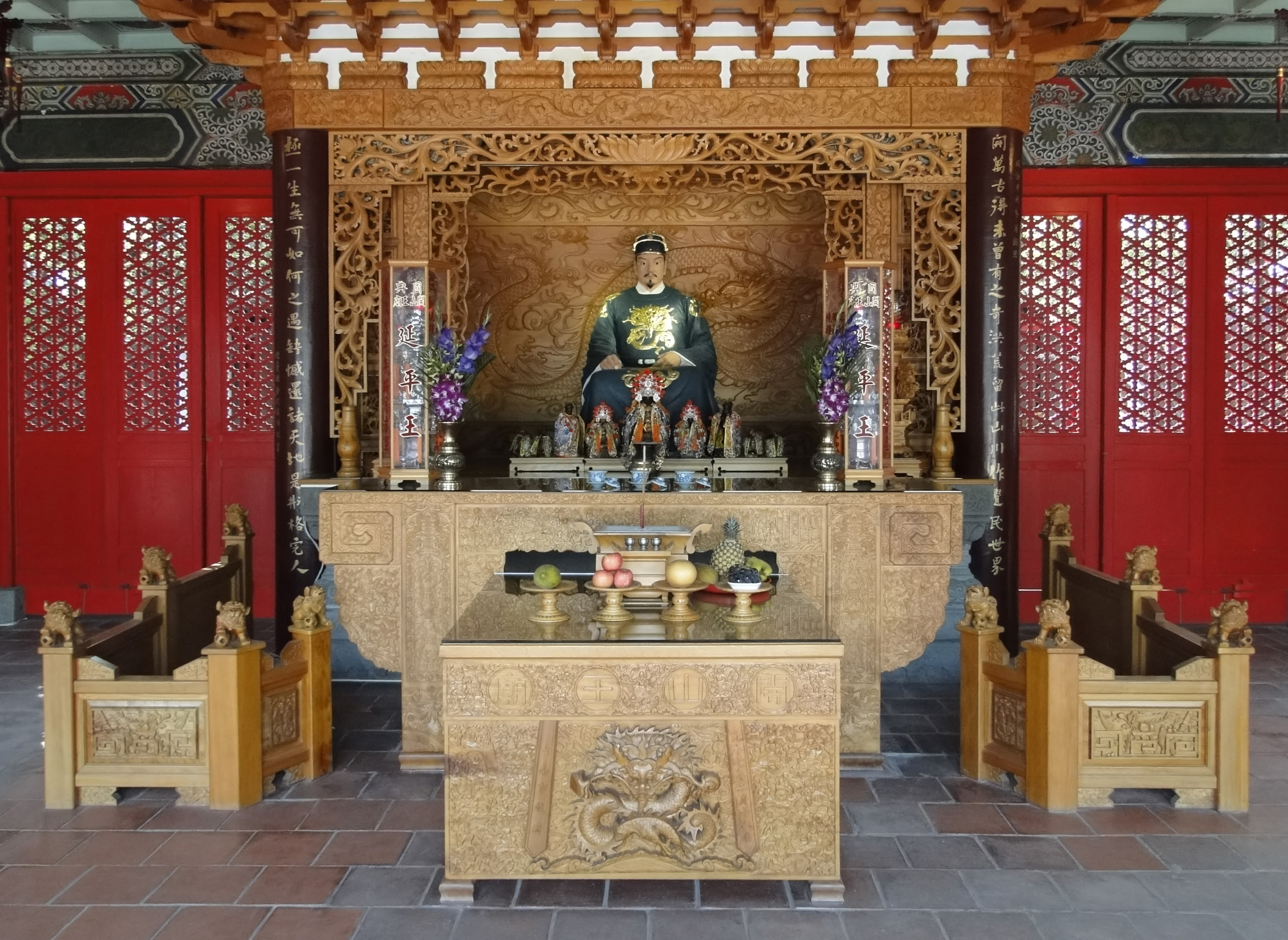
Zheng-Chenggong-Statue im Koxinga-Schrein

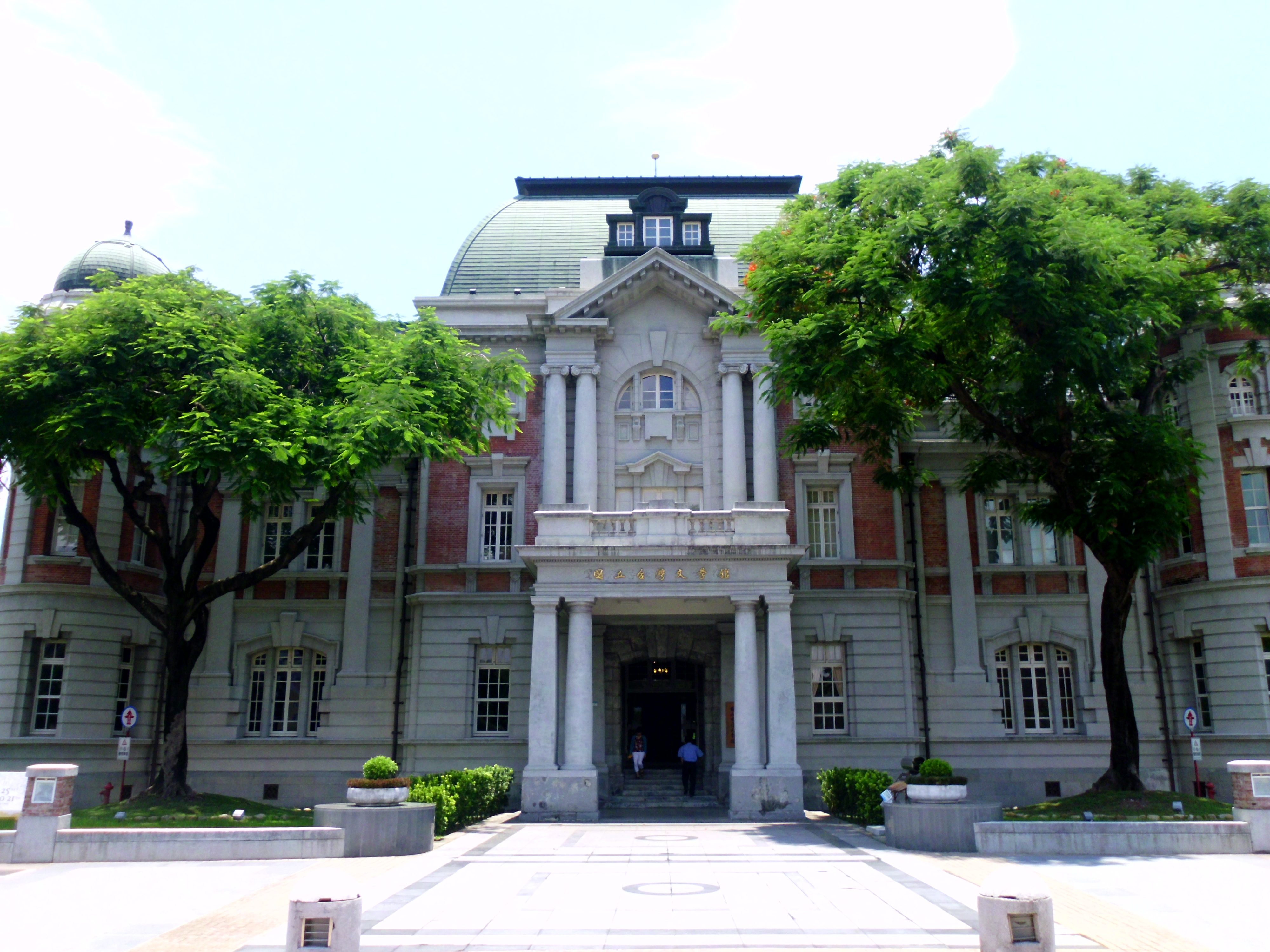
Das Museum für taiwanische Literatur

Infolge seiner Geschichte und Bedeutung als ehemaliges Regierungszentrum Taiwans findet sich im Zentrum-Westbezirk eine Vielzahl historischer Gebäude und Tempel. Zu letzteren zählt der 1665 errichtete Tainan-Konfuzius-Tempel (臺南孔子廟 Tainan Kongzi Miao), ältester Konfuziustempel Taiwans und somit ein bedeutendes kulturelles Zentrum. Da er als Lehranstalt genutzt wurde, trägt er auch den Namen Quan Tai Shou Xue (全臺首學), „Erste Schule Taiwans“.
Eine der bekanntesten Sehenswürdigkeiten des Bezirks ist das ehemals niederländische Fort Provintia (赤崁樓 Chikan Lou) aus dem Jahr 1653. Nach seiner Eroberung durch Zheng Chenggong im Jahr 1661 wurde es mehrfach umgebaut, sodass heute nur noch wenige Mauerreste an die ursprüngliche Festung erinnern. Im Innern befindet sich ein Museum, das einen Einblick über die Geschichte der Niederländer auf Taiwan bietet.
Nahe dem Fort liegt der Große Tianhou-Tempel (大天后宮 Da Tianhou Gong). Ursprünglich ein Palast für den Ming-Prinzen Zhu Shugui während des Königreichs Tungning, wurde er 1683 von den Qing-Behörden zu einem Tempel der Göttin Mazu umgewandelt. Es war der erste von Staats wegen gegründete Mazu-Tempel Taiwans und der erste, der nach dem Ehrentitel der Göttin Tianhou, „Himmelskaiserin“, benannt wurde.
Zwei Heiligtümer im Zentrum-West-Bezirk erinnern an den Eroberer Zheng Chenggong (Koxinga), zum einen der Koxinga-Schrein (延平郡王祠 Yanping Junwang Ci), zum anderen der Koxinga-Ahnentempel (鄭成功祖廟 Zheng Chenggong Zumiao), der dem Feldherrn und seinen Vorfahren gewidmet ist. Im Tempel der fünf Konkubinen (五妃廟 Wu Fei Miao) wird der fünf Konkubinen gedacht, die sich im Jahr 1683 für ihren Herrn Zhu Shugui, den Prinzen Ningjing, das Leben nahmen.
Im Süden des Bezirks befindet sich das 1736 erbaute Große Südtor (大南門 Da Nanmen), eines der am besten erhaltenen historischen Stadttore Tainans.
An die japanische Kolonialzeit erinnern die 1911 errichtete Bürgerversammlungshalle (原臺南公會堂 Yuan Tainan Gonghuitang), in der heute Veranstaltungen und Ausstellungen stattfinden, der ehemalige Gerichtshof (1914), der heute ein Gerichtsmuseum (臺南司法博物館 Tainan Sifa Bowuguan) ist, sowie der ehemalige Regierungspalast der Präfektur Tainan (1916), der heute das Nationalmuseum für taiwanische Literatur (國立台灣文學館 Guoli Taiwan Wenxueguan) beherbergt. Des Weiteren befindet sich das Tainan-Kunstmuseum (臺南市美術館 Tainan shi Meishuguan) im Zentrum-Westbezirk.